# 霍尔姆决斗

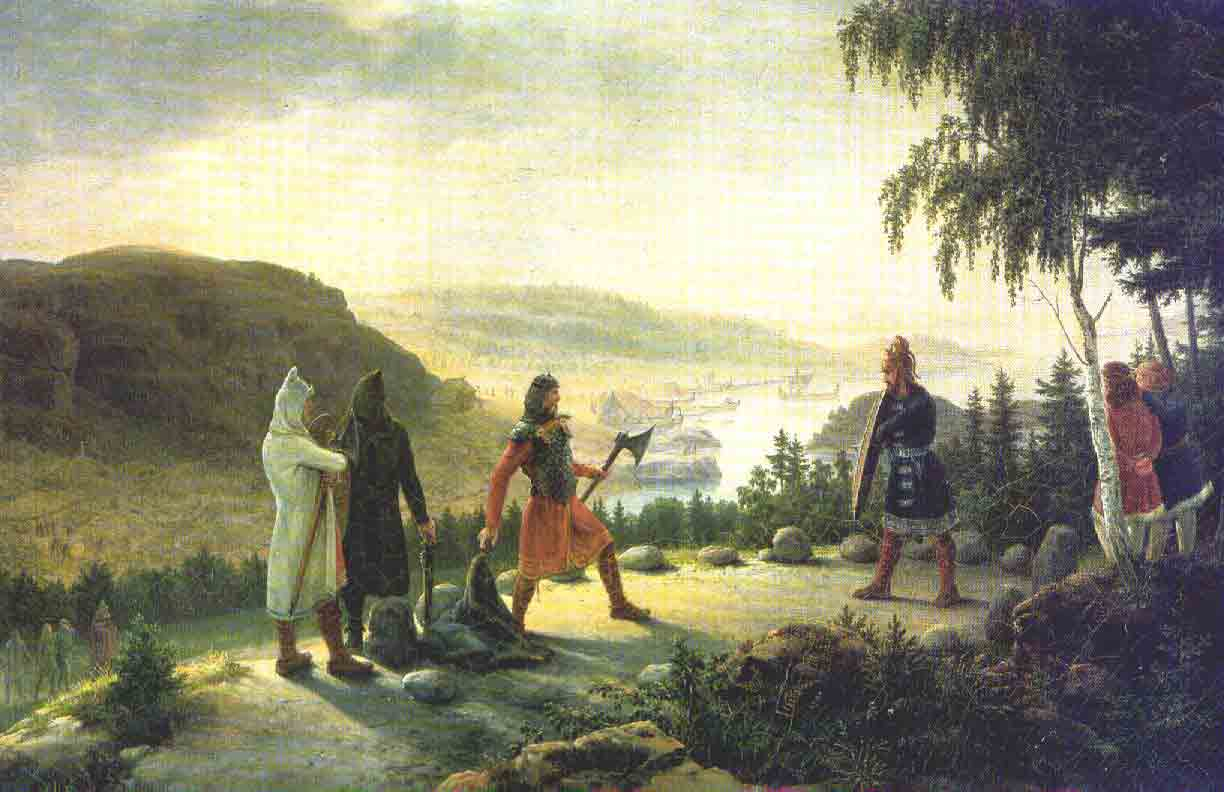
霍尔姆决斗

霍尔姆决斗是中世纪早期斯堪的纳维亚人的決鬥方式。霍尔姆决斗在當時是合法的解决争端的方式。
理论上，任何受到冒犯的人都可以向对方發出霍尔姆决斗，无论對方的社会地位如何。雙方若是同意決鬥，那霍尔姆决斗會在約定後的3至7天内进行。如果發起決鬥的人沒有親自來決鬥，他可能被判有罪。若決鬥時有人身亡或重傷，決鬥就算結束。決鬥時殺死對方不构成谋杀，因此不会导致被驱逐出境或支付赔偿金。